# Каларский хребет
Кала́рский хребе́т — горный хребет Станового нагорья в Северном Забайкалье, расположенный в пределах Забайкальского края и Амурской области России. Простирается от Витима на юго-западе до Олёкмы на северо-востоке.

## История
В ходе топографической экспедиции 1857 года на правом берегу реки Калар поручик корпуса топографов А. Ф. Усольцев впервые обнаружил хребет и прошёл его с описанием. Также произвёл обследование цепи скалистых вершин хребта. Им же было установлено, что приблизительная его протяжённость более 350 километров с наивысшими точками в верховьях реки, он сочленён с хребтом Удокан.

## Описание
Длина хребта составляет около 400 км, ширина — от 30 до 50 км. Преобладающие высоты 1800—2200 м. Высочайшая вершина — Скалистый Голец (2519 м).
Хребет сложен гранитами и метаморфизованными породами. На западе преобладают плоские вершины, на востоке — альпийские. Присутствуют небольшие ледники и другие следы обширного древнего оледенения: троговые долины, ледниковые кары, моренные гряды. Основные ландшафты — горная тайга, предгольцовые редколесья, гольцы. Имеются месторождения медных руд.
На склонах хребта произрастает лиственничная тайга, на вершинах каменные развалы и горная тундра. После прокладки трассы БАМ, которая пересекает хребет, стал более доступен для туризма.
Юго-западная часть хребта, расположенная в низовьях правобережной части реки Калар, носит название Нижнекаларский хребет.

## Топографические карты
- Лист карты O-50-XXXVI. Масштаб: 1 : 200 000. Указать дату выпуска/состояния местности.

### Нижнекаларский хребет
- Лист карты O-50-III. Масштаб: 1 : 200 000. Указать дату выпуска/состояния местности.